# Тарп (лунный кратер)
Кратер Тарп (лат. Tharp) — небольшой ударный кратер в южном полушарии обратной стороны Луны. Название присвоено в честь американского геолога и океанографа Мэри Тарп (1920—2006) и утверждено Международным астрономическим союзом в 30 марта 2015 г. 

## Описание кратера

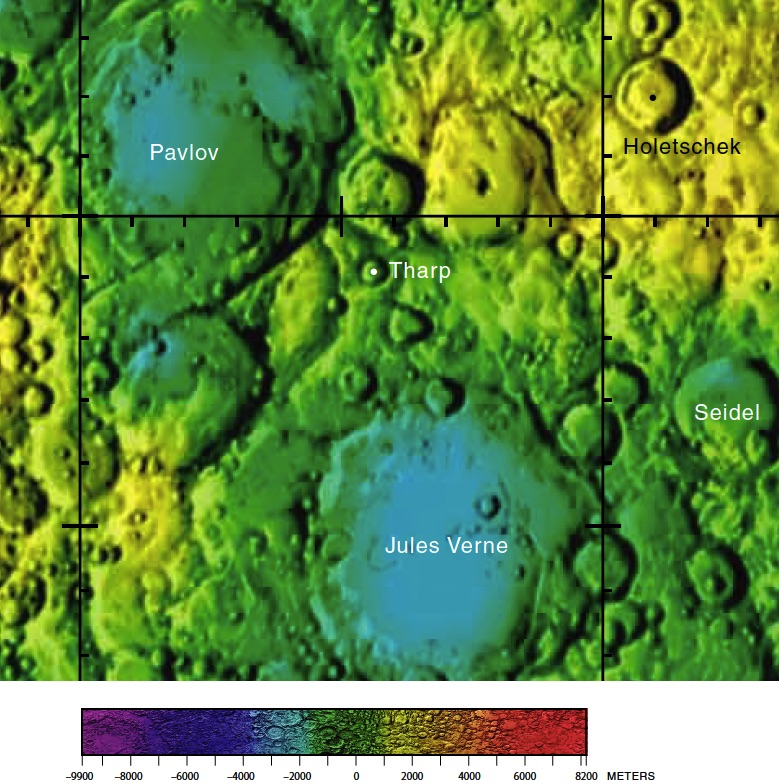
Окрестности кратера Тарп. Фрагмент карты обратной стороны Луны.

Ближайшими соседями кратера являются кратер Павлов на северо-западе; кратер Голечек на востоке-северо-востоке; кратер Зейдель на востоке-юго-востоке и кратер Жуль Верн на юге. Селенографические координаты центра кратера 30°36′ ю. ш. 145°38′ в. д. / 30,6° ю. ш. 145,63° в. д., диаметр 13,5 км.
Кратер Тарп имеет близкую к циркулярной форму с выступом в юго-западной части, возможно образованную слиянием двух кратеров. Вал сглажен, с высоким альбедо. Дно чаши пересеченное, без приметных структур. 

## Сателлитные кратеры
Отсутствуют.